# Kanrei
Kanrei (管領?) era un alto puesto político en el Japón feudal; este se traduce generalmente como ayudante del shōgun o vice shōgun. Después de 1337, había realmente dos Kanrei, el Kyoto Kanrei y el Kantō Kanrei.

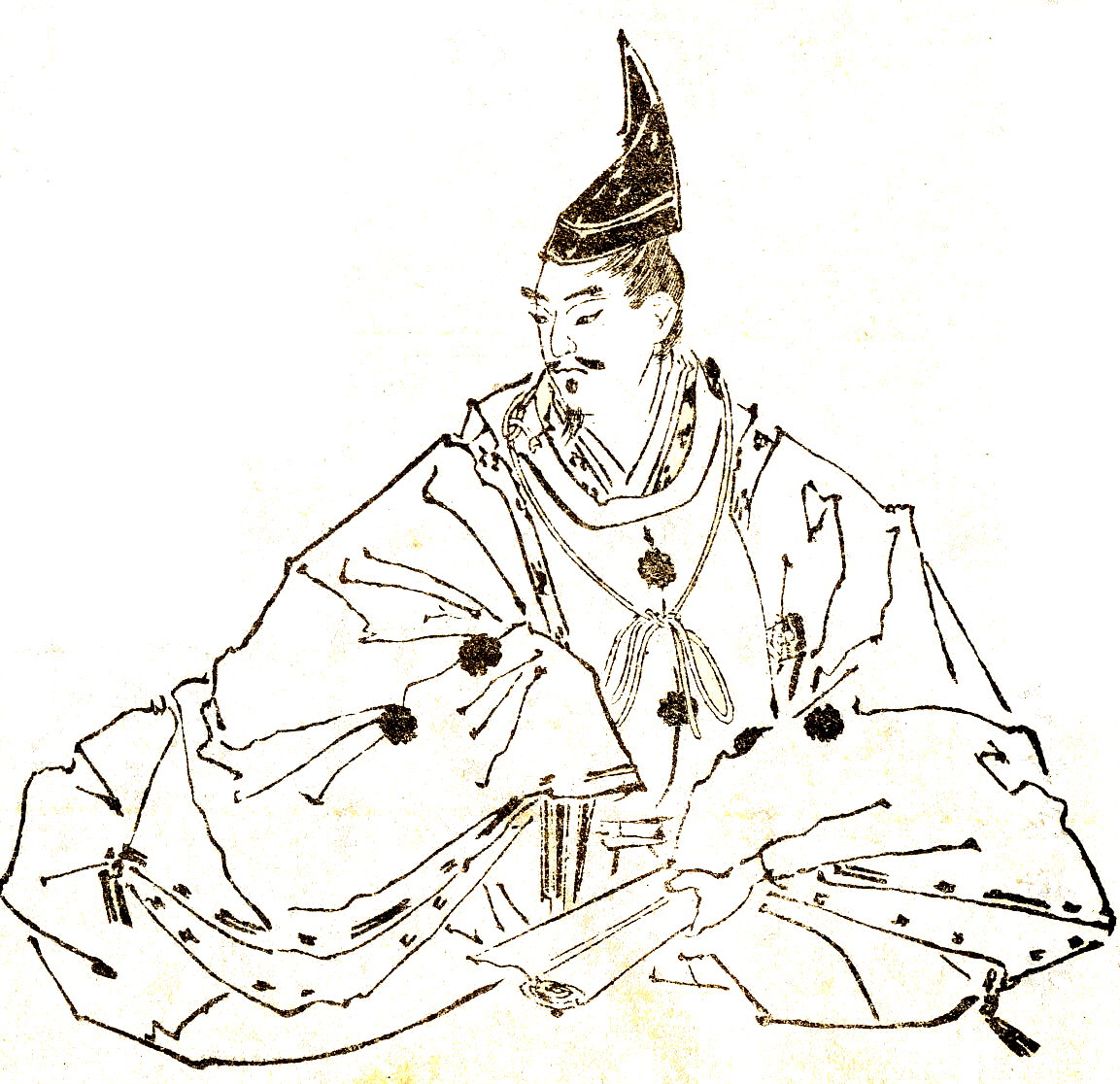
Imagen de Hosokawa Yoriyuki antiguo Kanrei.

Originalmente, desde 1219 hasta 1333, el puesto era sinónimo con el de Rokuhara Tandai, y estaba instalado en Kioto. El clan Hōjō monopolizó este cargo, y durante este período controlaron ambos puestos, jefe meridional, y jefe del norte. De 1336 a 1367, la diputación fue llamada Shitsuji. El primero en obtener este título fue Kō no Moronao.
En 1367, Hosokawa Yoriyuki fue elegido por un consejo a ser diputado (Kyoto Kanrei). Para asegurar la lealtad de sus colegas, los clanes Hatakeyama y Shiba, propuso que tres familias compartieran el puesto de Kanrei, alternándose cada que cualquier problema se presentara. Con ello nació el San-Kan o Tres Kanrei. De cualquier forma, en 1379, las acciones de Yoriyuki provocaron el resentimiento de ciertos señores de gran influencia, que presionaron para su despido. Después de eso, el Kyoto Kanrei decidió no llevar más las responsabilidades de kanrei, y simplemente realizó sus mandatos en una posición consultiva y ejecutiva.
Después de la caída del shogunato Kamakura, y abolición de la posición Rokuhara Tandai, Ashikaga Takauji creó el puesto de Kanto Kanrei, o diputación del Shogun en el este (Kanto se refiere generalmente al área "alrededor", incluyendo al moderno Tokio).
El primer Kanto Kanrei fue Ashikaga Yoshiakira, que tomó posesión en 1337. Miembros del clan Ashikaga mantuvieron aquel puesto hasta 1439, cuando el Kanrei Uesugi Norizane obtuvo más poder en la estela de una rebelión en Ashikaga Mochiuji. El Kanrei había sido, hasta ese punto, un subordinado al Kanto-kubo; Ashikaga Mochiuji sería el último kubo que mantendría algún poder real. Miembros de la familia Uesugi dominaron el puesto hasta 1552, cuando este fue abolido.
La organización política del shogunato Ashikaga era bastante compleja, y cambiaba cada cierto tiempo. Las responsabilidades y título oficial de Kanrei o diputado cambiaron varias veces, cuando otras posiciones eran creadas o abolidas. Además, trabajaron junto a un gran número de otros puestos, como el de Kyushu Tandai, quién representaba los intereses y las órdenes del Shogun en la región situada más al sur de las islas principales.

## Kanrei
- Shitsuji
  - 1336-1349 Kō no Moronao (?-1351)
  - 1349 Kō no Moroyo (?-1351)
  - 1349-1351 Kō no Moronao (?-1351)
  - 1351-1358 Niki Yoriaki (1299-1359)
  - 1358-1361 Hosokawa Kiyouji (?-1362)
- Kanrei
  - 1362-1366 Shiba Yoshimasa (1350-1410)
  - 1368-1379 Hosokawa Yoriyuki (1329-1392)
  - 1379-1391 Shiba Yoshimasa (1350-1410)
  - 1391-1393 Hosokawa Yorimoto (1343-1397)
  - 1393-1398 Shiba Yoshimasa (1350-1410)
  - 1398-1405 Hatakeyama Motokuni (1352-1406)
  - 1405-1409 Shiba Yoshinori (1371-1418)
  - 1409-1410 Shiba Yoshiatsu (1397-1434)
  - 1410-1412 Hatakeyama Mitsuie (1372-1433)
  - 1412-1421 Hosokawa Mitsumoto (1378-1426)
  - 1421-1429 Hatakeyama Mitsuie (1372-1433)
  - 1429-1432 Shiba Yoshiatsu (1397-1434)
  - 1432-1442 Hosokawa Mochiyuki (1400-1442)
  - 1442-1445 Hatakeyama Mochikuni (1398-1455)
  - 1445-1449 Hosokawa Katsumoto (1430-1473)
  - 1449-1452 Hatakeyama Mochikuni (1398-1455)
  - 1452-1464 Hosokawa Katsumoto (1430-1473)
  - 1464-1467 Hatakeyama Masanaga (1442-1493)
  - 1467-1468 Shiba Yoshikado (?-?)
  - 1468-1473 Hosokawa Katsumoto (1430-1473)
  - 1473 Hatakeyama Masanaga (1442-1493)
  - 1478-1486 Hatakeyama Masanaga (1442-1493)
  - 1486 Hosokawa Masamoto (1466-1507)
  - 1486-1487 Hatakeyama Masanaga (1442-1493)
  - 1487-? Hosokawa Masamoto (1466-1507)
  - 1490 Hosokawa Masamoto (1466-1507)
  - 1495-1507 Hosokawa Masamoto (1466-1507)
  - 1508-1525 Hosokawa Takakuni (1484-1531)
  - 1525 Hosokawa Tanekuni
  - 1527 Hatakeyama Yoshitaka (?-1532)
  - 1536 Hosokawa Harumoto (1514-1563)
  - 1546 Rokkaku Sadayori (1495-1552)
  - 1552-1564 Hosokawa Ujitsuna (?-1564)